# Rose Scott-Moncrieff
Rose Scott-Moncrieff (de casada, O.M. Meares) (1903-1991), fue una bioquímica inglesa, fundadora reconocida de la ciencia de la biogenética química.
Rose Scott-Moncrieff nació en 1903 y se doctoró en Cambridge. Aun así, por ser mujer, solo le entregaron un certificado y no se le permitió entrar a la universidad. En 1930. Trabajó en la institución hortícola John Inness Centre. En los años 30 trabajó junto a algunas de las figuras principales en química y genética, y la recopilación de su carrera fue incluida en su libro 'El Periodo Clásico en Genética Química. Recopilaciones de Muriel Wheldale Onslow, Robert Robinson y J. B. S. Haldane'.
En los años 30 Rose Scott-Moncrieff y sus colegas publicaron varios artículos de gran relevancia en la Revista Bioquímica que determinaban la secuencia metabólica y base genética de la biosíntesis de pigmentos en flores. Sus investigaciones constituyeron los fundamentos del campo de la genética bioquímica o biología molecular.
En 1929 Scott-Moncrieff recibió una pequeña subvención del Departamento de Investigación Científica e Industrial que le habilitó para comenzar su trabajo con J.  B. S. Haldane sobre la biología molecular del color de las flores. En el periodo inicial de su colaboración  trabajaba en el laboratorio del Profesor Gowland Hopkins en la Universidad de Cambridge donde Haldane era profesor titular. Sus experimentos eran principalmente llevados a cabo en Merton College, Oxford, sobre la química de las antocianinas. Haldane le persuadió para que extendiera su investigación e incluyera el estudio químico y genético de la pigmentación de las flores. También la presentó a los genetistas del JIHI donde  comenzó un  estudio sobre la bioquímica de genotipos relacionados.
La primera forma cristalina de la Primulina fue preparada por Scott-Moncrieff en aproximadamente 1930. Esta era el primer pigmento de antocianina cristalina que se había identificado. Esto fue posible debido a su iniciativa de enlazar genética con química. Por tanto, se la describe como la fundadora de la genética bioquímica.
Tras haber aislado antocianina a partir de Antirrhinum majus morado, comenzó a trabajar en su variedad roja y en las diferentes Primula sinensis. Además, tuvo como mentora a  Muriel Wheldale Onslow.
Después de su matrimonio en 1937 con Oswald Mapletoft Meares, un ingeniero eléctrico, la investigación de Scott-Moncrieff sobre las antocianinas llegó a su fin. La pareja tuvo dos hijos, Jean Rosemary Meares y John Willoughby Meares.  Se mudaron a la India donde residieron hasta la Independencia en 1947. Además de criar a sus hijos  contribuyó en investigaciones de tiempo de guerra sobre camuflaje, fue Comisario de la división de Guías en Cawnpore, India y adquirió una idea especial acerca de la educación india, convirtiéndose en Presidenta de la sección femenina de la Conferencia de Educación Básica nacional india en enero de 1945. A su regreso en Inglaterra, la familiar se asentó en 'Windyridge', en la carretera de One Tree Hill en Guildford. Su marido murió el 28 de abril de 1973.

## Legado
El libro de Scott Moncrieff fue una buena fuente para los historiadores, aun así el Profesor Martin cree que el crédito como iniciadora de la genética química no tendría que ir a su mentora, Muriel Wheldale Onslow, sino a Rose Scott-Moncrieff.

Rose Scott-Moncrieff....Working with an extremely difficult system (biochemically) she made discoveries that are still of relevance today. Over the past ten years anthocyanin research has re-emerged as a hugely important field because of the health-protecting and health-promoting effects of dietary anthocyanins, which are consumed in significant amounts in super foods such as blackberries, blackcurrants, cranberries, strawberries, raspberries. Many of the scientific principles described by Rose Scott-Moncrieff remain relevant and important today, particularly in the rapidly growing area of natural colourants, where anthocyanins are fast replacing synthetic colourants as not only safe, but also health-promoting natural alternatives., C.Martin